# Konfucijev hram
Konfucijev hram (kineski: 孔廟; pinyin: Kǒng miào) je hram posvećen sjećanju na Konfucija te konfucijanskim mudracima i filozofima.
Prvi takav hram je sagrađen 478. pr. Kr. u Qufuu, Konfucijevom rodnom gradu, te je dograđivanjem i obnovama tijekom 2.000 godina postao najveći takav kompleks na svijetu, s više od 100 zgrada. Pristup hramu je uokviren čempresima i borovima s obje strane. Glavni dio je uređen u središnjoj osi i ima devet dvorišta. Prva tri, sa svojim malim vratima i visokim borovima, dovode posjetitelja u srce vjerskog kompleksa. Od četvrtog dvorišta nadalje, zgrade imaju veličanstvene žuto-popločane krovove i crveno-oslikane zidove, a tamno zeleni borovi naglašavaju dubinu i sklad konfucijanizma. Više od 1.000 carskih stela s natpisima čuvaju se unutar hrama, uz izvrsne primjere kaligrafije i druge oblike dokumentacije, a sve neprocjenjivi primjeri kineske umjetnosti. Tu je i mnogo fino fino klesanih skulptura, među najvažnijim su kameni bareljefi dinastije Han (206. pr. Kr.-220.) i kameni stupovi dinastije Ming s urezanim motivima iz života Konfucija.
Kasnije su gradnju konfucijevih hramova poticali kineski carevi, počevši od cara Gao Zua dinastije Han, 195. pr. Kr., a 241. godine počelo su žrtvovanja i njegovom najistaknutijem učeniku, Yan Huiju, u Biyongu. Prvi državni konfucijev hram na jugu Kine je izgradila dinastija Liu Song (42. – 479.), a na prvi izvan Qufua, na sjeveru, dinastija Dinastija Sjeverni Wei 489. god. God. 630., dinastija Tang je donijela zakon da svaki veći grad sa školom treba imati Konfucijev hram, te su se oni proširili cijelom Kinom (Jianshui, Xi'an, Nanjing, Peking, i dr.). Poslije su se širenjem konfucijanizma proširili i po svijetu.
- Lihgxing vrata Konfucijeva hrama u Qufuu
- Breskvin paviljon Konfucijeva hrama u Qufuu
- Kornjače-stele hrama Yan Huia u Qufuu
- Dvorana velikog uspjeha (Dachengmen) u Pekingu
- Dachengmen hrama Fuzi Miao (Nanjing)

## Vanjske poveznice
- Temple of Culture, with detailed history of Confucian temples (engl.)
- Panoramske fotografije Konfucijeva hrama u Qufuu  Arhivirana inačica izvorne stranice od 24. srpnja 2011. (Wayback Machine)
- Confucian website  Arhivirana inačica izvorne stranice od 5. travnja 2001. (Wayback Machine) (engl.)